# Преслав (окръг Тулча)
Вижте пояснителната страница за други значения на Преслав.
Преслав (на румънски: Nufăru, до 1968 г. Prislav) е село в окръг Тулча, Северна Добруджа, Румъния.

## История
Археологическите останки край селото се индентифицират от някои автори с българската средновековна крепост Малък Преслав.